# (149528) Simónrodríguez
(149528) Simónrodríguez, désignation internationale (149528) Simonrodriguez, est un astéroïde de la ceinture principale.

## Description
(149528) Simonrodriguez est un astéroïde de la ceinture principale. Il fut découvert le 24 mars 2003 à Mérida par Ignacio Ramón Ferrín Vázquez et Carlos Leal. Il présente une orbite caractérisée par un demi-grand axe de 3,13 UA, une excentricité de 0,20 et une inclinaison de 18,2° par rapport à l'écliptique.

## Compléments